# Eivind Gullberg Jensen
Eivind Gullberg Jensen (* 1. April 1972 in Horten) ist ein norwegischer Dirigent.

## Leben
Eivind Gullberg Jensen studierte zunächst Violine und Musikwissenschaften in Trondheim, danach schlossen sich Studien bei Jorma Panula in Stockholm und bei Leopold Hager in Wien an. Er war Teilnehmer des Aspen Music Festivals 2005 und von Meisterklassen mit Kurt Masur.
Gullberg Jensen arbeitete mit zahlreichen Orchestern im In- und Ausland zusammen, unter anderem an der Komischen Oper, dem Opernhaus Zürich, dem English National Opera und dem Festspielhaus Baden-Baden, mit dem DSO Berlin, den Wiener Symphonikern, dem Mahler Chamber Orchestra, dem Rundfunk-Sinfonieorchester Berlin, dem Orchestre de Paris, dem Philharmonischen Orchester Oslo, dem Orchestre National de France, dem London Philharmonic Orchestra, den Münchner Philharmonikern und dem Gewandhausorchester Leipzig.
Von der Saison 2009/2010 bis 2013 war Gullberg Jensen als Chefdirigent der NDR Radiophilharmonie engagiert und leitete das Orchester für zwölf Wochen pro Spielzeit.